# Kalymnos flygplats
Kalymnos flygplats är en flygplats i Grekland.   Den ligger i prefekturen Nomós Dodekanísou och regionen Sydegeiska öarna, i den sydöstra delen av landet, 300 km öster om huvudstaden Aten. Kalymnos flygplats ligger 227 meter över havet. Den ligger på ön Kalymnos.